# Купер, Джон Шерман
Джон Шерман Купер (англ. John Sherman Cooper; 23 августа 1901, Somerset, Кентукки — 21 февраля 1991, Вашингтон) — американский политик, член Республиканской партии.

## Биография
Купер учился в Йельском университете, где его также приняли в братство «Череп и кости». После окончания университета в 1923 году Купер посещал Гарвардскую юридическую школу с 1923 по 1925 год. В 1928 году он был принят в коллегию адвокатов и практиковал в своем родном городе. После работы в качестве члена Палаты представителей Кентукки с 1928 по 1930 год он работал судьей в округе Пуласки с 1930 по 1938 год. Во время Второй мировой войны он служил в армии США с 1942 по 1946 год. Там Купер имел звание капитана.
В ноябре 1946 года он был избран в Сенат. Купер занимал пост сенатора с 6 ноября 1946 года по 3 января 1949 года. Проиграв Вирджилу Чепмену на выборах 1948 года, он вернулся к юридической практике. В 1952 году он был переизбран в Сенат, на этот раз, чтобы заполнить вакантное место покойного Чепмена. Затем Купер занимал пост посла США в Индии и Непале с 1955 по 1956 год, сменив Джорджа В. Аллена.
В 1956 году он был избран в Сенат в третий раз, чтобы заполнить вакантное место, на этот раз место покойного Альбена В. Баркли. Он был переизбран в 1960 и 1966 годах и представлял Кентукки в Сенате США с 7 ноября 1956 года по 3 января 1973 года. В качестве сенатора Купер входил в состав Комиссии Уоррена. На выборах 1972 года он решил больше не баллотироваться. После работы послом в ГДР с 1974 по 1976 год он занимался юридической практикой в Вашингтоне.
Купер умер в Вашингтоне, округ Колумбия, в возрасте 89 лет. и был похоронен на Арлингтонском национальном кладбище. В его честь на площади Фонтанов в Сомерсете была установлена статуя, а в его честь была названа электростанция Джона Шермана Купера.